# Indiai viador
Az indiai viador egy tyúkfajta, melyet Angliában tenyésztettek ki.

## Fajtatörténet
Asil, Maláj harcos és óangol harcosokat kereszteztek egymással. Már 1892 óta van Németországban.

## Fajtabélyegek, színváltozatok
Háta nem túl hosszú, igen széles. Válla előrenéző. Farktolla rövid, széles és lapos. Melltájék széles, nagyon izmos. Szárnyak rövidek, fenntartott, szárnytollak szélesek és kemények. Feje nem nagy, de nem is kicsi, rövid, széles. Arca világossárga. Szemek világossárgák. Csőre erős, széles, hajlított, rövid, sárga. Taraja kicsi, széles, háromsoros borsótarajtípus. Füllebenyek kicsik, pirosak. Toroklebeny nagyon kicsi, piros. Nyaka hosszú, erős. Combok közepesen nagy, kerekded, széles. Állása széles terpeszű, „buldog” állás. Csüd rövid, kövér és sárga.
Színváltozatok: fácánbarna, fehér-fácánbarna, kék-fácánbarna, fehér, sárga.

## Tulajdonságok
Jó hústermelő fajta. Széles, tömeges, izmos megjelenésű. „Bajkereső” természetű.
| Általános tulajdonságok: | Általános tulajdonságok:      |
| ------------------------ | ----------------------------- |
| Súlya                    | kakas 3,5-4,5 kg, tojó 2-3 kg |
| Gyűrűmérete              | kakas 27, tojó 22             |
| Tenyésztojás tömege      | 50 g                          |
| Tojáshéj színe           | barnás                        |
| Éves tojáshozama         | 80 db                         |